# Trivium (EP)
Pour les articles homonymes, voir Trivium.
Trivium est le premier EP du groupe Trivium sorti en 2003.

## Liste des chansons
| No | Titre           | Durée |
| -- | --------------- | ----- |
| 1. | To Burn the Eye | 6:59  |
| 2. | Requiem         | 5:01  |
| 3. | Fugue           | 4:29  |
| 4. | My Hatred       | 4:53  |
| 5. | The Storm       | 6:03  |
| 6. | Sworn           | 4:28  |
| 7. | Demon           | 3:29  |